# فهرست هواگردهای نیروی هوایی ارتش ایران
این مقاله فهرست هواپیماهای در حال خدمت در نیروی هوایی ارتش جمهوری اسلامی ایران است

## جنگنده چندمنظوره
| نام هواگرد        | سازنده              | نوع                                  | نسخه              | تعداد                                  | سال       | توضیحات                                                                    | نگاره |
| ----------------- | ------------------- | ------------------------------------ | ----------------- | -------------------------------------- | --------- | -------------------------------------------------------------------------- | ----- |
| گرومن اف-۱۴ تام‌کت | ایالات متحده آمریکا | جنگنده رهگیر و جنگنده برتری هوایی    | اف۱۴اِی‌ام          | ۵۵ فروند                               | ۱۹۷۴–۱۹۷۹ | ۱۹ فروند دچار سانحه شدند و ۵ فروند در طول جنگ ایران و اسرائیل از بین رفتند |       |
| میگ-۲۹            | روسیه               | جنگنده برتری هوایی و هواپیمای آموزشی | میگ-۲۹اِی          | ۲۳فروند۲فروند دچارسانحه شدند ۳فروندیدک | ۱۹۹۰-     |                                                                            |       |
| داسو میراژ اف۱    | فرانسه              | جنگنده برتری هوایی                   | اف۱ای‌کیو۵اف۱ای‌کیو | ۹                                      | ۱۹۹۱-     | گرفته شده از عراق و کارکرده از فرانسه در سال ۱۹۹۵                          |       |

## جنگنده-بمب‌افکن
| نام هواگرد                  | سازنده              | نوع                             | نسخه                                | تعداد                        | سال   | توضیحات | نگاره |
| --------------------------- | ------------------- | ------------------------------- | ----------------------------------- | ---------------------------- | ----- | --- | ----- |
| چنگدو جی-۷                  | چین                 |                                 | اف-۷اِم                              | ۱۷                           | ۱۹۸۶- | این هواپیما توسط کمپانی چنگدو چین و براساس طراحی میگ۲۱ ساخته شده‌است. در ایران گاهی با نام میگ۲۱ یاد می‌شود           |       |
| صاعقه                       | ایران               | پشتیبانی هوایی/ بمب افکن سبک    | تا کنون دو نسخه از آن مشاهده شده‌است | ۱۰                           | ۲۰۱۰- | |       |
| مک‌دانل داگلاس اف-۴ فانتوم ۲ | ایالات متحده آمریکا | جنگنده رهگیر و جنگنده‌های تهاجمی | آراف-۴ایاف۴دی/ای                    | ۵۰                           | ۱۹۶۸- | با توجه به سن بالای این پرنده بروزرسانی و تعویض رادار بصرفه نبوده و شاید فقط در حد یک فروند انجام شده باشد          |       |
| نورثروپ اف-۵                | ایالات متحده آمریکا | جنگنده رهگیر                    | اف-۵ایاف-۵اف                        | ۰–۷۵                         | ۱۹۶۸- | با توجه به گزارش‌ها سایتهای معتبر فقط تعداد کمی بروزرسانی شده و هنوز هم اف ۵ ای در ایران با همان مشخصات پرواز می‌کند. |       |
| کوثر                        | ایران               | بمب افکن سبک و پشتیبانی هوایی   | تک کابینه و دوکابینه                | ۵                            | ۱۳۹۷- | خط تولید این هواپیما، در آبان سال ۱۳۹۷ رونمایی شد                                                                   |       |
| آذرخش                       | ایران               |                                 | اولین نسخهٔ آن دو سرنشین بود         | ۱۲                           | ۱۹۹۹  | |       |
| سوخو-۲۴                     | روسیه               |                                 | سوخو-۲۴ام‌کا                         | ۳۳فروند۳فرونددچار سانحه شدند |       | به‌روز شده با سامانه دید در شب                                                                                       |       |

## گشت دریایی
| نام هواگرد         | سازنده              | نوع        | نسخه   | تعداد | سال   | توضیحات                                                                                | نگاره |
| ------------------ | ------------------- | ---------- | ------ | ----- | ----- | -------------------------------------------------------------------------------------- | ----- |
| لاکهید پی-۳ اوریون | ایالات متحده آمریکا | گشت دریایی | پی-۳اف | ۲     | ۱۹۷۴- | ایران کلا ۵ فروند اوریون از آمریکا خرید که ۳فروند آن سقوط کرد                          |       |
| آنتونوف ۱۴۰        | اوکراین             | گشت دریایی |        | ۵     |       | ایران ۵ فروند آنتونوف ۱۴۰ تحویل گرفت و هیچ آنتونوف ۱۴۰ تولید داخل هنوز پرواز نکرده‌است. |       |

## پشتیبانی و ترابری
| نام هواگرد           | سازنده              | نوع                                               | نسخه                        | تعداد | سال   | توضیحات                                                                                                   | نگاره |
| -------------------- | ------------------- | ------------------------------------------------- | --------------------------- | ----- | ----- | --- | ----- |
| بوئینگ ۷۰۷           | ایالات متحده آمریکا | جابه‌جایی اشخاص ویژه جابه‌جایی تانکر سوخت‌گیری هوایی | ۷۰۷–۳۶۸سی ۷۰۷–۳جِی۹سی        | 1 ۲   | ۱۹۶۷  | |       |
| بوئینگ ۷۴۷           | ایالات متحده آمریکا | جابه‌جایی اشخاص ویژه باربری                        | ۷۴۷–۱۰۰ ۷۴۷–۱۰۰اِف ۷۴۷–۲۰۰اِف | ۳     |       | |       |
| داسو فالکن-۵۰        | فرانسه              | جابه‌جایی اشخاص ویژه                               |                             | ۳     |       | |       |
| فوکر اف۲۷ فرندشیپ    | هلند                |                                                   | اِف۲۷–۴۰۰اِم اِف۲۷–۶۰۰         | ۱۰    | ۱۹۷۲- | |       |
| ایلیوشین ایل-۷۶      | روسیه               | جابه‌جایی                                          |                             | ۹     |       | ایران ۱۳ فروند EL 76 که از عراق به ایران فرار کردند را در اختیار گرفت که بین ۴ تا ۶ فروند آن سقوط کرده‌است |       |
| لاکهید سی-۱۳۰ هرکولس | ایالات متحده آمریکا | حمل و نقل نظامی جابه‌جایی                          | سی۱۳۰ای سی۱۳۰اِچ             | ۲۰    |       | ایران ۴۲ فروند هرکولس سالم داشت که بیش از نیمی از آنها سقوط کرده یا به‌عنوان قطعات یدکی استفاده شده‌است     |       |
| لاکهید جت‌استار       | ایالات متحده آمریکا | جابه‌جایی اشخاص ویژه                               | جت‌استار ۸                   | ۲     |       | هر دو فروند به علت کهولت سن از خدمت خارج شده‌است.                                                          |       |
| پیتالوس پی‌سی-۶ پورتر | سوئیس               | جابه‌جایی خدماتی                                   |                             | ۱۳    |       | |       |
| آنتونوف ای‌ان-۷۴      | اوکراین             | جابه‌جایی خدماتی                                   |                             | ۸     |       | |       |
| شیان وای-۷           | چین                 | جابه‌جایی خدماتی                                   |                             | ۱۰    |       | به گزارش گلوبال سکیوریتی هر۱۰ عدد در حال خدمت هستند                                                       |       |

## آموزشی
| نام هواگرد                | سازنده              | نوع                  | نسخه    | تعداد        | سال | توضیحات                                                | نگاره                                     |
| ------------------------- | ------------------- | -------------------- | ------- | ------------ | --- | ------------------------------------------------------ | ----------------------------------------- |
| اِف‌تی-۷                    | چین                 | آموزشی               | اِف‌تی. ۷ | ۵            |     | بعضی منابع گزارش داده‌اند که هر ۵ عدد در حال خدمت هستند |                                           |
| بیچکرفت بونانزا           | ایالات متحده آمریکا | آموزشی               | اِف. ۳۳  | ۲۰           |     |                                                        |                                           |
| فجر اف.۳                  | ایران               | آموزشی               | اِف. ۳   | ۲            |     |                                                        |                                           |
| هسا درنا                  | ایران               | آموزشی               |         |              |     |                                                        |                                           |
| پرستو                     | ایران               | آموزشی               |         | ۱۲           |     | ۱۲ در ۲۰۰۵ موجود بوده‌است                               |                                           |
| سیمرغ                     | ایران               | آموزشی               |         | بیش از ۵ عدد |     |                                                        |                                           |
| پیلاتوس پی‌سی-۷            | سوئیس               | آموزشی               |         | ۳۵           |     |                                                        | یک پیلاتوس پی‌سی-۷ نیروی هوایی سلطنتی هلند |
| تی‌بی-۲۱ / تی‌بی ۲۰۰ آموزشی | فرانسه              | آموزشی               |         | ۱۲           |     | هر ۱۲ عدد در حال خدمت هستند                            |                                           |
| ام‌اف‌آی-۱۷ موششاک          | پاکستان             | آموزشی               |         | ۲۵           |     | هر ۲۵ عدد در حال خدمت هستند                            |                                           |
| لاکهید تی-۳۳ شوتینگ‌استار  | ایالات متحده آمریکا | آموزشی               |         | ۷            |     | هر ۷ عدد در حال خدمت هستند                             |                                           |
| میگ۲۹-یوبی                | اتحاد جماهیر شوروی  | جنگنده میگ-۲۹ آموزشی |         | ۵            |     | به گزارش گلوبال سکیوریتی هر ۵ عدد در حال خدمت هستند    |                                           |
| یاک-۱۳۰                   | روسیه               | آموزشی               |         | نامعلوم      |     | [ ۶ ]                                                  |                                           |

## بالگردها
| نام هواگرد           | سازنده              | نوع | نسخه      | تعداد | سال | توضیحات                          | نگاره |
| -------------------- | ------------------- | --- | --------- | ----- | --- | -------------------------------- | ----- |
| بوئینگ سی‌اچ-۴۷ شنوک  | ایالات متحده آمریکا | -   | سی‌اِچ-۴۷سی | ۶۵    |     |                                  |       |
| بل ۲۱۴               | ایالات متحده آمریکا | -   | بل۲۱۴-سی  | ۳۳    |     | بنا به گزارش گلوبال سکیوریتی     |       |
| بل یواچ-۱ان توین هوی | ایالات متحده آمریکا | -   | اِی‌بی ۲۱۲  | ۲۵    |     | ساخته شده توسط آگوستا در ایتالیا |       |
| بل ۲۰۶               | ایالات متحده آمریکا | -   | اِی‌بی ۲۰۶  | ۶     |     | ساخته شده توسط آگوستا در ایتالیا |       |